# Arwed Larsson Thorsell
Arwed Larsson Thorsell, död 1723, var en svenska domkyrkoorganist i Växjö församling.

## Biografi
Thorsell var rådman i Växjö stad. Han blev 1682 domkyrkoorganist i Växjö församling. När han tillträddes tjänsten fans en orgel med 6-8 stämmor i Växjö domkyrka. Den var byggd 1577 av den danske prästen Jörghen Jensenn. En ny orgel byggdes 1688-1691 med 27 stämmor av orgelbyggaren Hans Heinrich Cahman. Bildhuggeriet på orgeln utfördes av Johan Werner.
Thorsell bildade ett musiksällskap tillsammans med kantor Ernst Zeidenzopf. Zeidenzopf tog 1715 tog över domkyrkoorganist tjänsten efter Thorsell.